# Anatomia di una caduta
Anatomia di una caduta (Anatomie d'une chute) è un film del 2023 diretto da Justine Triet, vincitrice con quest'opera della Palma d'oro al 76º Festival di Cannes.

## Trama
In un isolato chalet di montagna vicino a Grenoble, la scrittrice Sandra Voyter decide di rimandare un colloquio con una studentessa perché suo marito, il docente universitario Samuel Maleski, ascolta musica ad alto volume in soffitta, disturbando il loro dialogo. Poco dopo, il figlio undicenne ipovedente di Sandra, Daniel, esce per una passeggiata con il suo cane guida Snoop. Quando torna a casa, Daniel trova Samuel morto sulla soglia di casa, apparentemente per essere precipitato dall'alto.
Sandra chiede aiuto a un suo vecchio amico, l'avvocato Vincent, dicendogli che la caduta di Samuel dev'essere stata accidentale. L'avvocato sostiene però che i periti non crederanno a questa eventualità, e suggerisce che Samuel si sia suicidato; Sandra ricorda in effetti che sei mesi prima il marito aveva ingerito una gran quantità di farmaci, dopo aver smesso di assumere antidepressivi. Vincent nota inoltre un livido sul braccio di Samuel, che viene attribuito a un incidente domestico.
Daniel viene interrogato dal giudice istruttore e dice che, mentre lui usciva di casa, i suoi genitori stavano avendo una conversazione pacifica; tuttavia fornisce informazioni contrastanti sulla sua esatta posizione in quel momento. L'autopsia rivela inoltre che Samuel aveva una ferita alla testa precedente alla caduta; viene poi presentata la registrazione di un furioso litigio tra Samuel e Sandra, risalente al giorno prima della morte di lui. Sandra viene incriminata con l'accusa di omicidio volontario, e viene rilasciata su cauzione poco dopo.
Un anno dopo, inizia il processo a carico di Sandra. La difesa sostiene che Samuel sia caduto dalla finestra della soffitta e abbia battuto la testa su un capannone sottostante, mentre l'accusa ipotizza che Sandra lo abbia colpito con un oggetto contundente, prima di spingerlo giù dal balcone del secondo piano. Durante una discussione in tribunale con lo psichiatra di Samuel, Sandra ammette di aver provato un forte risentimento nei confronti del marito, da lei ritenuto parzialmente responsabile dell'incidente in cui Daniel aveva perso la vista.
Viene ascoltata la registrazione del litigio tra Sandra e Samuel. In essa, Samuel accusa Sandra di averlo plagiato, di essergli stata infedele e di aver voluto esercitare pieno controllo sulla sua vita; si sentono poi rumori violenti, con l'uomo che sembra soffrire fisicamente. L'accusa sostiene che fosse Sandra a maltrattare il marito, mentre lei ribatte che, pur essendosi scontrata fisicamente con Samuel e avendogli procurato il livido notato da Vincent, gran parte dei rumori erano dovuti all'autolesionismo di suo marito. Sandra ammette poi di aver avuto una relazione con una donna l'anno prima della morte di Samuel: l'accusa sostiene che, la mattina della caduta, Samuel avesse volontariamente alzato il volume della musica per disturbare il flirt di Sandra con la studentessa, essendone geloso; questo aveva portato allo scontro fisico e all'omcidio. Il pubblico ministero evidenzia anche come Sandra tratti spesso di conflitti familiari nei suoi libri, e come i pensieri di un personaggio minore del suo ultimo romanzo riflettano pienamente le modalità dell'omicidio. Sandra ribatte che l'andamento della loro relazione non possa essere determinato da una singola registrazione, né le parole di un personaggio fittizio possano riflettere le intenzioni dell'autrice.
Il processo sembra volgere a sfavore di Sandra. Daniel, sconvolto, chiede di essere ascoltato: il giudice stabilisce regole rigorose per impedire a chiunque di influenzare la sua testimonianza, e lo affida a un supervisore del tribunale, Marge. Sandra si allontana da casa per il fine settimana, lasciando Daniel da solo con Marge e Snoop. Il bambino ricorda che, quando Samuel andò in overdose, anche Snoop si era ammalato, forse per aver mangiato il vomito di Samuel; somministra allora dell'aspirina a Snoop, e scopre che il cane sta effettivamente male, il che corrisponderebbe alla testimonianza di Sandra. Daniel confida a Marge la propria angoscia, e lei gli dice che, se non può determinare cosa sia effettivamente vero, almeno può decidere cosa sia vero per lui.
Alla riapertura del processo, Daniel viene chiamato a testimoniare. Il bambino dice che, mentre può comprendere che suo padre si sia tolto la vita, non è in grado di pensare che sua madre sia un'assassina. Racconta infatti che, mentre accompagnavano Snoop dal veterinario, Samuel gli aveva parlato della necessità di prepararsi al fatto che coloro che amiamo debbano prima o poi morire, ma che la sua vita andrà avanti anche senza di loro; Daniel dice che, mentre all'epoca aveva pensato che suo padre parlasse di Snoop, in realtà gli stava parlando di sé stesso, rivelandogli occultamente i propri istinti suicidi. Grazie a questa testimonianza, Sandra viene assolta.
Sandra e Daniel tornano a casa. Il bambino dice alla madre che aveva paura del suo ritorno a casa, e lei rivela di averla avuta a sua volta. I due si riconciliano con un abbraccio. Mentre Sandra va a letto, si sofferma su una foto di lei e Samuel prima di addormentarsi con Snoop.

## Produzione
Il film, un thriller legale (il titolo richiama quello di un altro famoso "legal drama", Anatomia di un omicidio), rappresenta un cambiamento rispetto ai precedenti film comici della regista; si tratta inoltre della sua seconda collaborazione con Sandra Hüller dopo Sibyl - Labirinti di donna.
Le riprese si sono svolte dal febbraio al maggio 2022, per lo più nella regione dell'Alvernia-Rodano-Alpi: si è infatti girato nella valle della Moriana e a Villarembert in Savoia ed a Montbonnot-Saint-Martin e Grenoble in Isère. Alcune scene sono state girate nella regione di Charente Marittima e a Parigi.

## Promozione
La prima trama del film è stata pubblicata online il 15 maggio 2023.

## Distribuzione
Il film è stato presentato in anteprima il 21 maggio 2023 in concorso al 76º Festival di Cannes.
È stato distribuito in Italia da Teodora Film dal 26 ottobre.

## Accoglienza

### Incassi
Il film ha incassato globalmente 36051635 $, di cui 1946033 € in Italia con 302433 presenze.

### Critica
Il film ha riscosso un ottimo successo di critica: su Rotten Tomatoes il 96% delle 287 recensioni della critica è positivo, con un punteggio di 8,5 su 10, su Metacritic il voto medio ponderato di 44 critici è di 86 su 100.

## Riconoscimenti
Nel settembre 2023, la Francia rivelò che Anatomia di una caduta era tra i film candidati all'Oscar per film non inglese, ma alla fine scelse Il gusto delle cose, secondo alcuni per questioni politiche.
- 2024 - Premio Oscar
  - Miglior sceneggiatura originale a Justine Triet e Arthur Harari
  - Candidatura per il miglior film
  - Candidatura per la miglior regia a Justine Triet
  - Candidatura per la miglior attrice protagonista a Sandra Hüller
  - Candidatura per il miglior montaggio
- 2024 - Golden Globe
  - Miglior film straniero
  - Miglior sceneggiatura a Justine Triet e Arthur Harari
  - Candidatura per il miglior film drammatico
  - Candidatura per la migliore attrice in un film drammatico a Sandra Hüller

- 2023 - European Film Awards
  - Miglior film
  - Miglior regista a Justine Triet
  - Miglior attrice a Sandra Hüller
  - Miglior sceneggiatura a Justine Triet e Arthur Harari
  - Miglior montaggio a Laurent Sénéchal
  - European University Film Award

- 2023 - Festival di Cannes[1][15]
  - Palma d'oro
  - Dog Palm al Border Collie Messi nel ruolo di Snoop

- 2024 - Premio César[16]
  - Miglior film
  - Miglior regia a Justine Triet
  - Miglior attrice a Sandra Hüller
  - Miglior attore non protagonista a Swann Arlaud
  - Miglior sceneggiatura originale a Justine Triet e Arthur Harari
  - Miglior montaggio a Laurent Sénéchal
  - Candidatura per il miglior attore non protagonista a Antoine Reinartz
  - Candidatura per la migliore promessa maschile a Milo Machado-Graner
  - Candidatura per la migliore fotografia a Simon Beaufils
  - Candidatura per il miglior sonoro a Julien Sicart, Fanny Martin, Jeanne Delplancq e Olivier Goinard
  - Candidatura per la migliore scenografia a Emmanuelle Duplay
- 2024 - David di Donatello[17]
  - Miglior film internazionale

- 2023 - British Independent Film Awards
  - Miglior film indipendente internazionale
- 2023 – National Board of Review Awards[18]
  - Miglior film straniero

- 2024 - Premio Lumière
  - Miglior film
  - Migliore attrice a Sandra Hüller
  - Migliore sceneggiatura a Justine Triet e Arthur Harari